# 初鼷鹿屬
初鼷鹿屬（學名Archaeomeryx）是已滅絕的反芻動物。牠們生存於始新世早期的中國。牠們是鹿的祖先，有尖銳的前齒，但經歷多年後，牠們逐漸失去了前齒。牠們非常細小，只有現今老鼠的大小。牠們的外觀像兔，有很多獨特的特徵。